# Omega Aerial Refueling Services
Omega Aerial Refueling Services ist eine kommerzielle Fluggesellschaft, die Luftbetankung anbietet. Der Sitz befindet sich in Alexandria (Virginia), USA, und als Heimatflughafen wird der Washington Dulles International Airport benutzt. Der Flugbetrieb wurde 2001 aufgenommen.

## Geschichte
Die Brüder Ulick und Desmond McEvaddy handelten ab 1980 mit Rümpfen und Ersatzteilen von Boeing 707. Zusammen mit BAE Systems und Tracor wurde ab 1996 im Mojave Air & Space Port eine ehemalige Boeing 707 der Pan American World Airways zu einem Tankflugzeug umgebaut. Die Maschine wurde 2001 dafür zertifiziert, Flugzeuge der United States Navy und des United States Marine Corps zu betanken. Im Jahr 2006 wurde eine zweite Boeing 707 umgebaut und 2007 folgte eine McDonnell Douglas DC-10-40, die ursprünglich für Japan Airlines geflogen war und 2008 den Flugbetrieb aufnahm (die heute noch aktive DC-10-40 mit dem Kennzeichen N974VV). Im Jahr 2008 wurde die erste Betankung einer Maschine einer anderen Nation durchgeführt, eine Boeing 707 betankte eine McDonnell Douglas F/A-18 der 75. Staffel der Royal Australian Air Force. Zum ersten Mal wurde im April 2015 ein unbemanntes Luftfahrzeug vor der Küste von Maryland und Virginia, eine Northrop Grumman X-47, in der Luft mit zirka 1.800 kg Kraftstoff von einer Boeing 707 der Omega Aerial Refueling Services betankt. Die Betankung erfolgte autonom mit Hilfe eines Systems, bestehend aus Daten eines Differential Global Positioning Systems und Bildern eines optischen Sensors. Ende 2018 plante die Gesellschaft, zuerst inaktive Tanker wieder in Betrieb zu nehmen und erst später neue Tanker zu beschaffen. Gründe hierfür sind eine Meldung der United States Transportation Command über fehlende Kapazitäten und die Verzögerung des Boeing-KC-46-Programms (Erneuerung der Boeing-KC-135-Tankflugzeuge der United States Air Force).

## Flotte

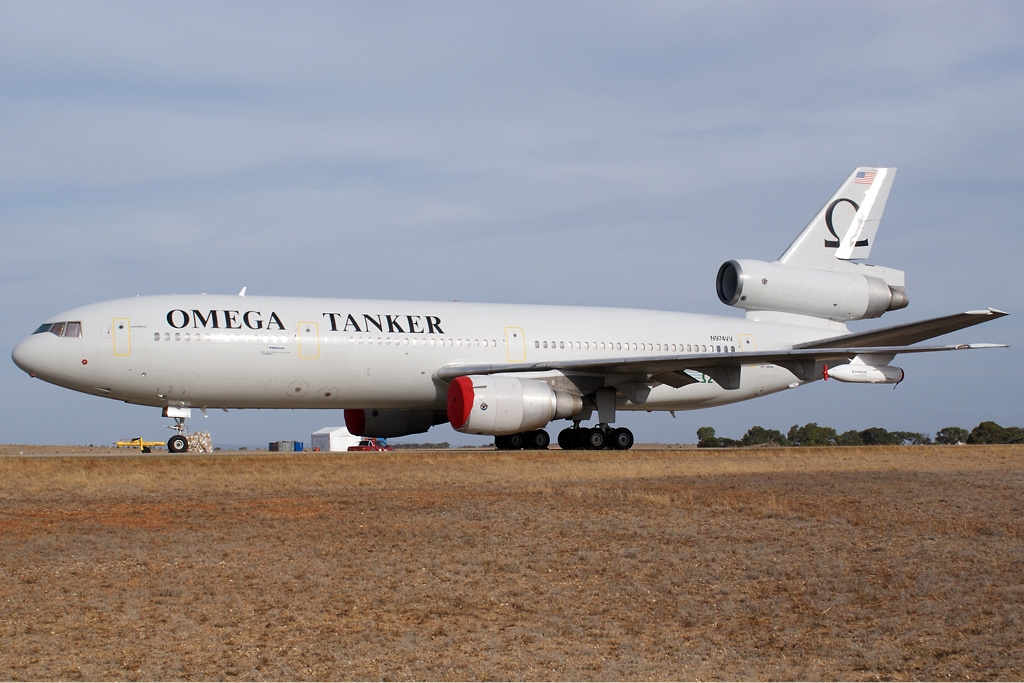
Die einzige aktive McDonnell Douglas DC-10-40 (Kennzeichen N974VV) der Omega Aerial Refueling Services

Mit Stand Februar 2025 besteht die Flotte der Omega Aerial Refueling Services aus fünf Flugzeugen mit einem Durchschnittsalter von 47,2 Jahren:
| Flugzeugtyp                  | Luftfahrzeugkennzeichen | aktiv | inaktiv |
| ---------------------------- | ----------------------- | ----- | ------- |
| McDonnell Douglas DC-10-40   | N974VV                  | X     |         |
| McDonnell Douglas DC-10-40   | N823VV                  |       | X       |
| McDonnell Douglas DC-10-40   | N141WE                  |       | X       |
| McDonnell Douglas DC-10-30CF | N264DE                  | X     |         |
| McDonnell Douglas DC-10-30CF | N235UL                  |       | X       |

## Zwischenfälle

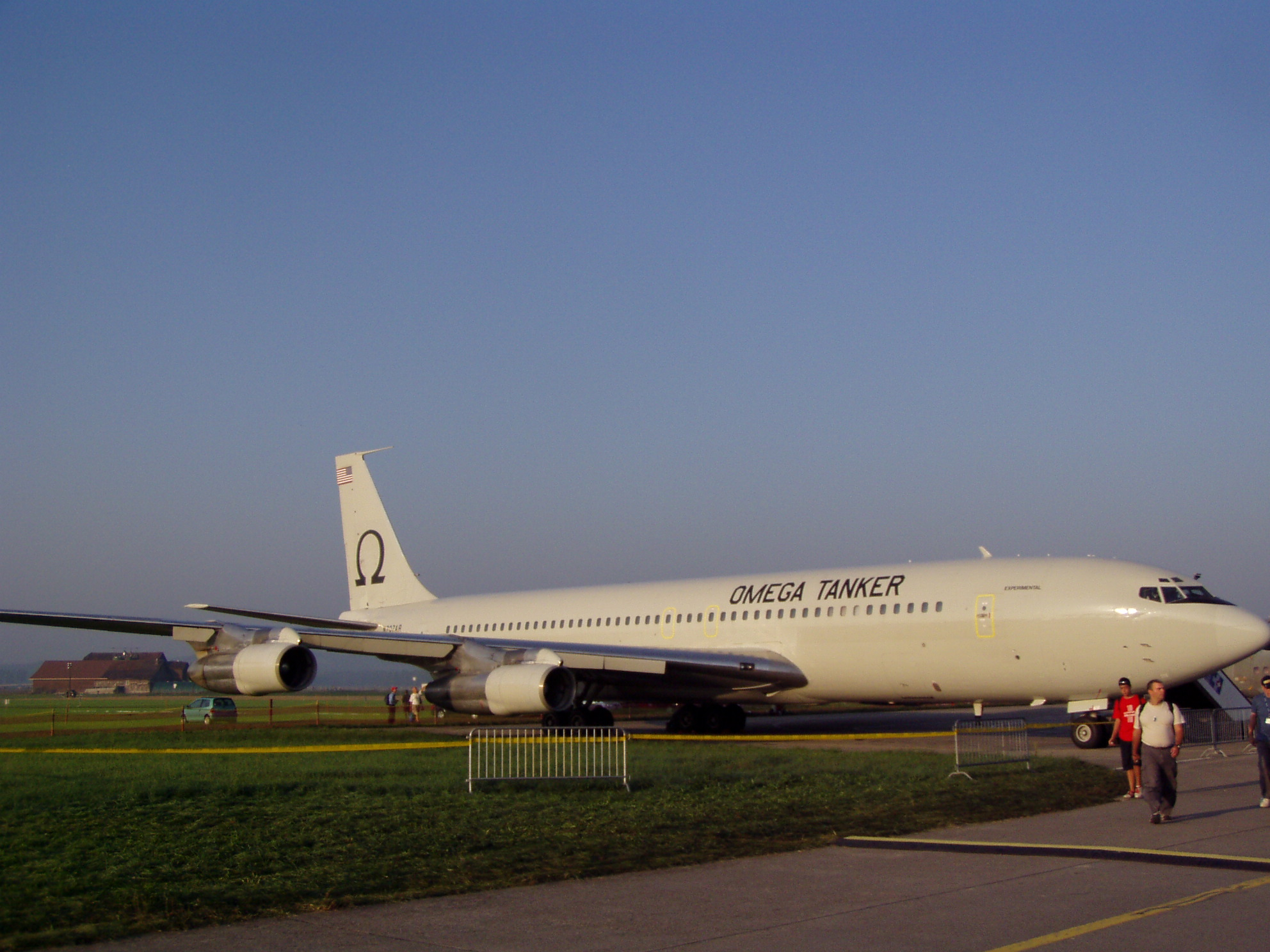
Die verunglückte Boeing 707 (Kennzeichen N707AR) bei der Schweizer Flugschau Air04 in Payerne

- Am 18. Mai 2011 verunglückte eine Boeing 707 der Omega Aerial Refueling Services (Luftfahrzeugkennzeichen N707AR) beim Start von der Naval Air Station Point Mugu. Der Tanker sollte Maschinen des Typs McDonnell Douglas F/A-18 der US Navy vor der Küste betanken. Nachdem das Flugzeug auf der 11.000 Fuß langen Piste nach rund 7.000 Fuß abhob und gut 20 Fuß über der Piste war, löste sich das Triebwerk Nummer 2 von der Tragfläche und traf dabei das Triebwerk Nummer 1. Durch den einseitigen Schub setzte die Boeing abseits der Landebahn wieder auf und kam in einem Sumpfgebiet zum Stehen. Die dreiköpfige Besatzung konnte sich unverletzt retten, obwohl ein Feuer ausbrach und das Flugzeug größtenteils zerstörte. Als mögliche Ursache wurde ein Ermüdungsriss eines Beschlagteils des Flügelmittelholms ermittelt, das hätte ersetzt werden müssen. Der Vorbesitzer hatte den Austausch falsch dokumentiert.[5]